# Neu! '75
Neu! '75 – trzeci album niemieckiej grupy krautrockowej Neu!, wydany w 1975 roku. Reedycja ukazała się w 2001 roku.
W utworach występuje bardzo charakterystyczny dla grupy mechaniczny beat – tzw. motorik. Prosta okładka płyty jest przykładem pop-artu (w porównaniu z poprzednimi płytami zmieniły się tytuł, tło stało się czarne, a litery białe).
Ze względu na konflikty personalne jest to ostatni album Neu! przed rozpadem grupy i jej reaktywacją w latach 1985–1986. Został wyraźnie podzielony na dwie części. Pierwsze trzy utwory są związane z wizją Rothera, wolniejsze i spokojniejsze, z wykorzystaniem motorik beat. Kolejne trzy piosenki to wizja Dingera, która jest oparta na gitarach i silnie zainspirowana twórczością The Stooges oraz The Velvet Underground. Druga strona płyty wywarła spory wpływ na muzykę punk.

## Lista utworów

### Strona pierwsza
| 1. | Isi       | 5:06  |
|    |           |       |
| 2. | Seeland   | 6:54  |
|    |           |       |
| 3. | Leb’ wohl | 8:50  |
|    |           |       |
|    |           | 20:50 |
|    |           |       |

### Strona druga
| 1. | Hero        | 7:11  |
|    |             |       |
| 2. | E-Musik     | 9:57  |
|    |             |       |
| 3. | After Eight | 4:44  |
|    |             |       |
|    |             | 21:52 |
|    |             |       |

## Personel
- Michael Rother – gitara, keyboardy, wokal
- Klaus Dinger – gitara (strona 2), perkusja (strona 1), wokal (strona 2)
- Thomas Dinger – perkusja (strona 2)
- Hans Lampe – perkusja (strona 2)
- Konrad "Conny" Plank – producent, inżynier